# オスペダレット・ダルピーノロ
オスペダレット・ダルピーノロ（伊: Ospedaletto d'Alpinolo）は、イタリア共和国カンパニア州アヴェッリーノ県にある、人口約2,100人の基礎自治体（コムーネ）。

## 地理

### 位置・広がり

#### 隣接コムーネ
隣接するコムーネは以下の通り。
- アヴェッリーノ
- メルコリアーノ
- スンモンテ